# Oră convențională
Ora convențională este unitatea de măsură ce cuantifică norma didactică săptămânală în învățământul superior din România.

## Corespondența dintre ore fizice și ore convenționale
Unei ore fizice (așa cum apare în orar) îi corespund una sau mai multe ore convenționale, ținând seama de timpul necesar pentru pregătirea activității didactice respective.
Legislația actuală prevede următoarele corespondențe între ore fizice și convenționale:
| Activitate                                                     | Ore convenționale corespunzătoare unei ore fizice       | Ore convenționale corespunzătoare unei ore fizice       | Ore convenționale corespunzătoare unei ore fizice       |
| Activitate                                                     | Licență                                                 | Master                                                  | Doctorat                                                |
| Predare                                                        | 2                                                       | 2,5                                                     | 2,5                                                     |
| Seminar, lucrări practice, laborator, îndrumare proiecte de an | 1                                                       | 1,5                                                     | 1,5                                                     |
| Altele                                                         | minim 0,5 (potrivit metodologiei Senatului universitar) | minim 0,5 (potrivit metodologiei Senatului universitar) | minim 0,5 (potrivit metodologiei Senatului universitar) |

În cazul predării în limbi de circulație internațională, numărul de ore convenționale corespunzătoare poate fi multiplicat cu 1,25.

## Norma didactică minimă
Fiecărei funcții didactice îi corespunde un număr de ore convenționale minime pe săptămână:
| Funcția didactică                 | Nr. minim ore convenționale săptămânale | Din care minim ore convenționale de predare |
| Profesor universitar              | 7                                       | 4                                           |
| Conferențiar universitar          | 8                                       | 4                                           |
| Lector universitar/Șef de lucrări | 10                                      | 2                                           |
| Asistent universitar              | 11                                      | —                                           |